# Fernando García de Hita

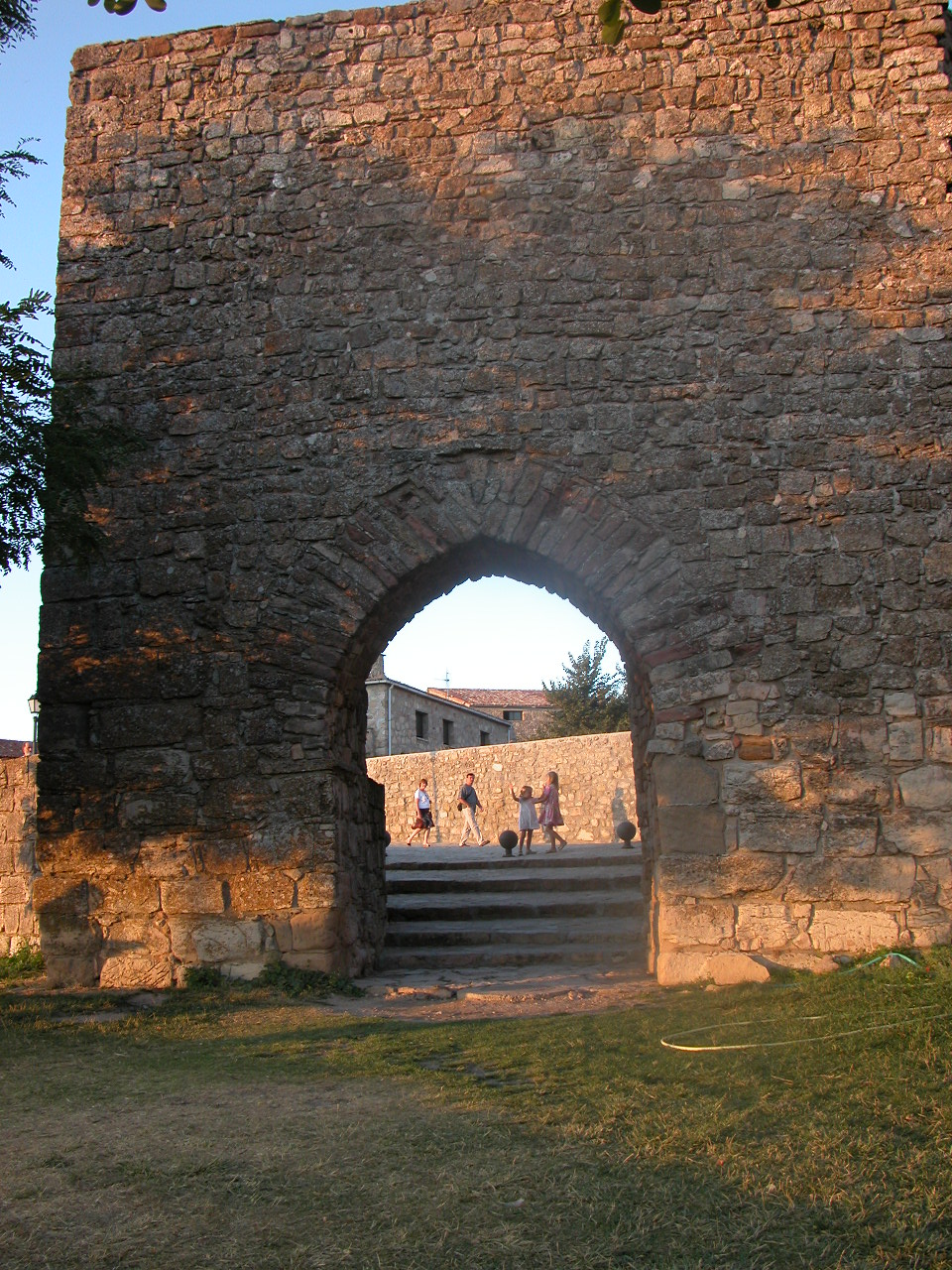
Puerta árabe en Medinaceli, una de las tenencias gobernada por Fernando García de Hita

Fernando García de Hita (c. 1065-antes de 1135) fue señor de Hita, Uceda, Guadalajara y Medinaceli y el genearca de la Casa de Castro. 

## Orígenes familiares
Su filiación ha sido objeto de debate entre los historiadores y genealogistas de todos los tiempos. Algunos sostienen que fue hijo natural del rey García de Galicia, aunque él nunca se autodenomina filius regis en la documentación de la época. Según Jaime de Salazar y Acha, fue hijo del conde García Ordóñez y la infanta Urraca Garcés, hija legítima del rey García Sánchez III de Pamplona y de la reina Estefanía, lo cual confirmaría la ascendencia de la casa real pamplonesa que la mayoría de los historiadores adscriben a la Casa de Castro. El autor esgrime varios argumentos a favor de esta filiación, entre ellos, una cita del cronista musulmán Ibn Abi Zar en su obra Rawd al-Qirtas: «Supo el emir Mazdali que Ibn al Zand Garsis (hijo del conde García) señor de Guadalajara sitiaba Medinaceli y se dirigió contra él», constando en la documentación que Fernando García fue señor de dicha ciudad durante los años 1107 y 1110. En 1119 recibió Uceda e Hita de Urraca I de León.
Otro argumento que apoya dicha filiación es el hecho que tuvo un hermano, quien sería hijo ilegítimo, llamado Fernando García el Menor quien figura en la documentación con el apodo «Pellica» que parece significar «bastardo», derivado de «pellicatus», o sea, adulterio. Según Salazar y Acha, era una típica costumbre de la dinastía pamplonesa el poner a dos hermanos, uno legítimo y otro bastardo, el mismo nombre, lo cual apoya aún más su hipótesis sobre la filiación de Fernando García de Hita.

## Matrimonios y descendencia
Fernando García de Hita se casó en primeras nupcias con Trigidia Fernández, fallecida después de 1096 fecha en la cual hace una donación al monasterio de Sahagún, quien fue, según la hipótesis de Salazar y Acha, hija del conde Fernando González y Trigida Gutiérrez, esta última hija del conde Gutierre Alfonso (de la Casata de Alfonso Díaz) y de la condesa Goto. Fruto de este matrimonio nacieron:
- Gutierre Fernández de Castro, quien contrajo matrimonio con Toda Díaz, hija de Diego Sánchez y Enderquina Álvarez.[3] No tuvo descendencia de su matrimonio y sus bienes pasaron a sus sobrinos, los hijos de su hermano Rodrigo.
- Rodrigo Fernández de Castro el Calvo, fallecido hacia 1142, casado con Eylo Álvarez, hija de Álvar Fáñez y la condesa Mayor Pérez.[4] Una vez viuda, Eylo volvió a casar y fue la tercera esposa del conde Ramiro Froilaz.

El 12 de noviembre de 1119 entregó arras a Estefanía Armengol, fallecida después de 1143 y fundadora del Monasterio de Santa María de Valbuena, hija de los condes Ermengol V de Urgel y María Pérez. En esta donación de arras, Fernando García explica que como había adquirido las propiedades con su primera esposa, a los hijos habidos de su primer matrimonio les correspondía la mitad de las tierras y, por consiguiente, él donaba a su esposa Estefanía la otra mitad.  Después de enviudar, Estefanía se casó con el conde Rodrigo González de Lara. Fernando y Estefanía fueron los padres de:
- Urraca Fernández de Castro, casada con el conde Rodrigo Martínez, sin sucesión. Fue amante del rey Alfonso VII de León con quien tuvo una hija, la infanta Estefanía Alfonso la Desdichada.[6]
- Martín Fernández de Hita casado con Elvira, con sucesión. Igual que su padre, fue también alcalde de Hita y participó en la conquista de Almería.[6]
- Pedro Fernández de Castro «Potestad», primer Maestre de la Orden de Santiago. Casado con María Pérez de Lara, hija del conde Pedro González de Lara y la condesa Ava (viuda del conde García Ordóñez).[7]
- Sancha Fernández[7]

La medievalista Margarita Torres sugiere que también pudo ser padre de un Fernando Fernández que ejerció el cargo de alcalde de Hita.